# 1500 год
1500 (ты́сяча пятисо́тый) год  по юлианскому календарю — високосный год, начинающийся в среду. Это 1500 год нашей эры, 10‑й год 10‑го десятилетия XV века 2‑го тысячелетия, 1‑й год 1500‑х годов. Он закончился 525 лет назад.
| Пн | Вт | Ср | Чт | Пт | Сб | Вс |
|    |    | 1  | 2  | 3  | 4  | 5  |
| 6  | 7  | 8  | 9  | 10 | 11 | 12 |
| 13 | 14 | 15 | 16 | 17 | 18 | 19 |
| 20 | 21 | 22 | 23 | 24 | 25 | 26 |
| 27 | 28 | 29 | 30 | 31 |    |    |

| Пн | Вт | Ср | Чт | Пт | Сб | Вс |
|    |    |    |    |    | 1  | 2  |
| 3  | 4  | 5  | 6  | 7  | 8  | 9  |
| 10 | 11 | 12 | 13 | 14 | 15 | 16 |
| 17 | 18 | 19 | 20 | 21 | 22 | 23 |
| 24 | 25 | 26 | 27 | 28 | 29 |    |

| Пн | Вт | Ср | Чт | Пт | Сб | Вс |
|    |    |    |    |    |    | 1  |
| 2  | 3  | 4  | 5  | 6  | 7  | 8  |
| 9  | 10 | 11 | 12 | 13 | 14 | 15 |
| 16 | 17 | 18 | 19 | 20 | 21 | 22 |
| 23 | 24 | 25 | 26 | 27 | 28 | 29 |
| 30 | 31 |    |    |    |    |    |

| Пн | Вт | Ср | Чт | Пт | Сб | Вс |
|    |    | 1  | 2  | 3  | 4  | 5  |
| 6  | 7  | 8  | 9  | 10 | 11 | 12 |
| 13 | 14 | 15 | 16 | 17 | 18 | 19 |
| 20 | 21 | 22 | 23 | 24 | 25 | 26 |
| 27 | 28 | 29 | 30 |    |    |    |

| Пн | Вт | Ср | Чт | Пт | Сб | Вс |
|    |    |    |    | 1  | 2  | 3  |
| 4  | 5  | 6  | 7  | 8  | 9  | 10 |
| 11 | 12 | 13 | 14 | 15 | 16 | 17 |
| 18 | 19 | 20 | 21 | 22 | 23 | 24 |
| 25 | 26 | 27 | 28 | 29 | 30 | 31 |

| Пн | Вт | Ср | Чт | Пт | Сб | Вс |
| 1  | 2  | 3  | 4  | 5  | 6  | 7  |
| 8  | 9  | 10 | 11 | 12 | 13 | 14 |
| 15 | 16 | 17 | 18 | 19 | 20 | 21 |
| 22 | 23 | 24 | 25 | 26 | 27 | 28 |
| 29 | 30 |    |    |    |    |    |

| Пн | Вт | Ср | Чт | Пт | Сб | Вс |
|    |    | 1  | 2  | 3  | 4  | 5  |
| 6  | 7  | 8  | 9  | 10 | 11 | 12 |
| 13 | 14 | 15 | 16 | 17 | 18 | 19 |
| 20 | 21 | 22 | 23 | 24 | 25 | 26 |
| 27 | 28 | 29 | 30 | 31 |    |    |

| Пн | Вт | Ср | Чт | Пт | Сб | Вс |
|    |    |    |    |    | 1  | 2  |
| 3  | 4  | 5  | 6  | 7  | 8  | 9  |
| 10 | 11 | 12 | 13 | 14 | 15 | 16 |
| 17 | 18 | 19 | 20 | 21 | 22 | 23 |
| 24 | 25 | 26 | 27 | 28 | 29 | 30 |
| 31 |    |    |    |    |    |    |

| Пн | Вт | Ср | Чт | Пт | Сб | Вс |
|    | 1  | 2  | 3  | 4  | 5  | 6  |
| 7  | 8  | 9  | 10 | 11 | 12 | 13 |
| 14 | 15 | 16 | 17 | 18 | 19 | 20 |
| 21 | 22 | 23 | 24 | 25 | 26 | 27 |
| 28 | 29 | 30 |    |    |    |    |

| Пн | Вт | Ср | Чт | Пт | Сб | Вс |
|    |    |    | 1  | 2  | 3  | 4  |
| 5  | 6  | 7  | 8  | 9  | 10 | 11 |
| 12 | 13 | 14 | 15 | 16 | 17 | 18 |
| 19 | 20 | 21 | 22 | 23 | 24 | 25 |
| 26 | 27 | 28 | 29 | 30 | 31 |    |

| Пн | Вт | Ср | Чт | Пт | Сб | Вс |
|    |    |    |    |    |    | 1  |
| 2  | 3  | 4  | 5  | 6  | 7  | 8  |
| 9  | 10 | 11 | 12 | 13 | 14 | 15 |
| 16 | 17 | 18 | 19 | 20 | 21 | 22 |
| 23 | 24 | 25 | 26 | 27 | 28 | 29 |
| 30 |    |    |    |    |    |    |

| Пн | Вт | Ср | Чт | Пт | Сб | Вс |
|    | 1  | 2  | 3  | 4  | 5  | 6  |
| 7  | 8  | 9  | 10 | 11 | 12 | 13 |
| 14 | 15 | 16 | 17 | 18 | 19 | 20 |
| 21 | 22 | 23 | 24 | 25 | 26 | 27 |
| 28 | 29 | 30 | 31 |    |    |    |

## События
- 1485—1503 — Польско-турецкая война[1].
- 1493—1593 — Столетняя хорватско-османская война. Серия вооружённых конфликтов между Королевством Хорватия и Османской империей[2].
- 1498—1501 — учреждение двух «управлений» — административных органов в Австрии.

- 1499—1504 — Вторая итальянская война[3].
  - 5 января — войска герцога Лодовико Сфорца захватили Милан.
  - 8—10 апреля — битва при Новаре[4].
- 1499—1500 — захват турками городов в Морее — Лепанто, Медони и Корони.
- 1499—1500 — узбекский хан Мухаммед Шейбани двинул войска в Мавераннахр, занял Бухару и Самарканд.
- 1499—1500 — экспедиция Алонсо де Охеды (1468?-ок.1516) и Америго Веспуччи (1454—1512). Открыли берег Гвианы, побережье Венесуэлы и ряд островов.
- 1499—1500 — экспедиция Висенте Пинсона открыла устье Амазонки, берег Гвианы (независимо от А.Охеды), устье реки Ориноко и остров Тобаго.
- 1499—1503 — турецко-венецианская война[5].
  - Август — морская битва при Модоне[6].
  - 8 ноября —24 декабря — осада замка Святого Георгия[7].
- 26 января — Висенте Яньес Пинсон стал первым европейцем, ступившим на землю Бразилии оказавшись у берегов современного бразильского штата Пернамбуку. Однако, по мнению некоторых историков, португалец Дуарте Пашеку Перейра (порт. Duarte Pacheco Pereira) пришёл в северо-восточную Бразилию в 1498 году, на два года раньше Пинсона, Диего де Лепе и Пе́дру А́лвареша Кабра́ла.
- 12 февраля — по мнению некоторых историков, испанские конкистадоры во главе с Диего де Лепе высадились на широте 5° 30' ю. ш. на побережье Южной Америки (сегодня это территория Бразилии) 12 февраля 1500 года и проследовали на юг, дойдя до мыса Сан-Агустин (ныне мыс Кабу-Бранку 7° 09' ю. ш.).
- 17 февраля — в битве у деревни Хеммингштедт крестьяне Дитмаршена под руководством Вульфа Изебранда разбили датскую армию.
- 8 апреля — король Франции Людовик XII разбил герцога Лодовико Сфорца в битве при Новаре.
- 9 апреля — португальский мореплаватель Педру Алвареш Кабрал с флотом из 13 кораблей отправился в Индию.
- 10 апреля — открылся рейхстаг Аугсбурга. Обсуждались к выпуску «Reichsexekutionsordnung» — порядок приведения в исполнение приговоров имперского Берлинского апелляционного суда и разделения государства на 6 имперских округов.
- 22 апреля — португальская эскадра под командованием Педру Алвариша Кабрала открыла побережье будущей Бразилии. Принята им за остров и названа Землёй Вера-Круш.
- 10 августа — португальский мореплаватель Диогу Диаш, отбившись во время бури от флотилии Кабрала, открыл остров Мадагаскар.
- 15 сентября — в Санто-Доминго по приказу короля Фердинанда и королевы Изабеллы арестован адмирал Христофор Колумб. Он в кандалах отправлен в Кастилию.
- Присоединение графства Горица к владениям Габсбургов.
- Возобновление военных столкновений между Монголией и Китаем.
- Исмаил I при поддержке кызылбашских племён начал завоевание Азербайджана[8].
- Битва при Джабани между сефевидами и ширваншахом Фаррух Ясаром и закончилась победой первых[9].
- Владислав II Ягеллон выпустил правовые кодексы: "Законник Владислава", закрепляющий привилегии чешского дворянства за счёт городов (см. Трипартитум)[10].
- Население Земли достигло 500 миллионов человек.

## Русское государство
Правление: 1462—1505 — Иван III Васильевич
- 27 января — новгородский епископ Геннадий (ум. 1505), по просьбе Ростовского Александра Владимировича посылает диаконов "осматривати антимисов" (прямоугольный платок с особым изображением, на котором совершается литургия и имеющая особый карман с мощами) во всех псковских церквях[11].
- 13 февраля — Иван III выдаёт свою дочь Феодосию Ивановну за Василия Даниловича Холмского[12].
- Февраль — русскими войсками взят г. Мосальск[13].
- 12 апреля — Иван III принимает послов ВКЛ — Семёна Ивановича Бельского с челобитьем о принятии их на его службу, ибо в Литве "пришла великая нужда о греческом законе"[12].
  - Отъезд С.И. Бельского в Москву "со всею вотчиною", стал одним из поводов русско-литовской войны 1500-1503 годов[14].
  - Под власть Москвы перешли Мосальские князья вместе со всеми своими владениями, включая их доли в Мосальске (небольшая часть осталась служить в ВКЛ, но попала в плен после неудачной битвы при р. Ведроша)[13].
- Апрель — Иван III принимает в Москве литовских послов и велит сказать им великому литовскому князю Александру Казимировичу, чтобы его дочь — Елена Ивановна от него "не нудил от греческого закона к римскому". В противном случае Иван угрожает принимать к себе на службу всех приходящих из ВКЛ православных и стоять за них[12].
- 1500—1503 — русско-литовская война вызванная переходом ряда удельных литовско-русских князей на службу к государю Ивану III[12].
  - Весна — войска первой очереди Русского государства были сосредоточены в Москве и Великих Луках. Под Тверью стояла резервная рать, готовая вступить в войну на направлении наибольшего сопротивления литовцев[15].
  - Конец апреля — Иван III посылает великому литовскому князю Александру размётанную грамоту с объявлением войны[12].
  - Начало мая — русские войска под командованием воеводы Якова Захарьича Кошкина овладели Мценском и Серпейском, князья которых перешли на сторону Ивана III. Сдались города Гомель, Чернигов, Почеп, Рыльск и другие. На сторону Русского государства перешли князья Трубецкие и Мосальские. Князья С. И. Стародубский и В. И. Шемячич были приведены к присяге Ивану III[15].
  - Начало мая — Иван III отправляет в Литовскую землю своих воевод, под командованием воеводы Юрия Захарьича Кошкина и бывшего царя казанского Мухаммед-Амина, которые берут сначала Брянск, а потом Путивль и Дорогобуж[12][15].
  - 14 июля — в битве на реке Ведроши у Дорогобужа литовская армия разбита русским войском после 6-часового ожесточённого боя, гетман князь Константин Острожский, маршалки Лютавор (Литавор) и Григорий Остинович попали в плен. Русские войска заняли Северскую землю[12].
  - Жители г. Ельня присягнули на верность Ивану III[16].
  - 17 июля — сеунч Михаил Андреевич Плещеев прибывает в Москву с известием о победе[12].
  - 6 августа — Я. З. Кошкин взял Путивль[15].
  - 9 августа — выдвинувшаяся из Великих Лук северо-западная рать Андрея Фёдоровича Челяднина взяла Торопец, а затем Белую[15].
  - В это же время — союзник Русского государства крымский хан Менгли I Гирей совершил рейд по югу Литовского княжества, его сыновья взяли и выжгли Хмельник, Кременец, Брест, Владимир, Луцк, Бряславль и вывели оттуда множество пленников[15].
  - 1 октября — псковская рать возвращается во Псков[11].
  - В конце года Иван III планировал развить уже достигнутые успехи и совершить зимний поход на Смоленск, однако суровая зима 1500—1501 гг. не позволила совершить задуманное[15].
  - Василий III Иванович (будущий царь) во  время войны предпринял вторую попытку (первую в 1497 году) "отъезда", бежав к границе ВКЛ (к Вязьме и Брянску). Возможно даже участвовал в военных действиях против отца. Сближение Василия III с литовским князем Александром Ягеллончиком могло придать конфликту международный характер. Ивану III удалось возвратить сына, пойдя на уступки и дав ему "великое княжение под собой"[17].
- Поход нагаев на Казанское ханство[18].
  - Лето — нагайские мурзы Муса и Ямгурчи организовали поход на Казанское ханство[18].
  - Осада Казани ногайцами и бои под её стенами в течение трёх недель. Нагайцы не взяв города были вынуждены отступить[19].
  - Разорение территории ханства привело к усилению анти русских настроений[18].
  - Июль — август — военная помощь русской армии союзникам из Казанской Орды против князей Ногайской Орды[19].
  - Абд аль-Латиф не сумел противостоять нагаям, вследствие чего был арестован по приказу Ивана III и сослан на Белоозеро[18].
- Май — в российское подданство переходят Семён Иванович Стародубский (его стародубский удел с г. Карачев вошёл в состав Русского государства и признано ВКЛ в 1503 году) и новгород-северский князь Василий Иванович Шемячич, который в этом году захватил Рыльск[12][20].
- Август — сентябрь — военная помощь Большой Орды своим союзникам из ВКЛ в борьбе против Северских князей. Разграбление ордынцами сельской округи вокруг Мценска и Белёва[19].
- Пожалованы окольничеством: Мамон (Мамонов) Григорий Андреевич, Чебот Иван Васильевич[21].
- На службу великому князь выехал родоначальник дворянского рода: Борщовы[22].

## Начало правления
См. также: Список глав государств в 1500 году

## Родились

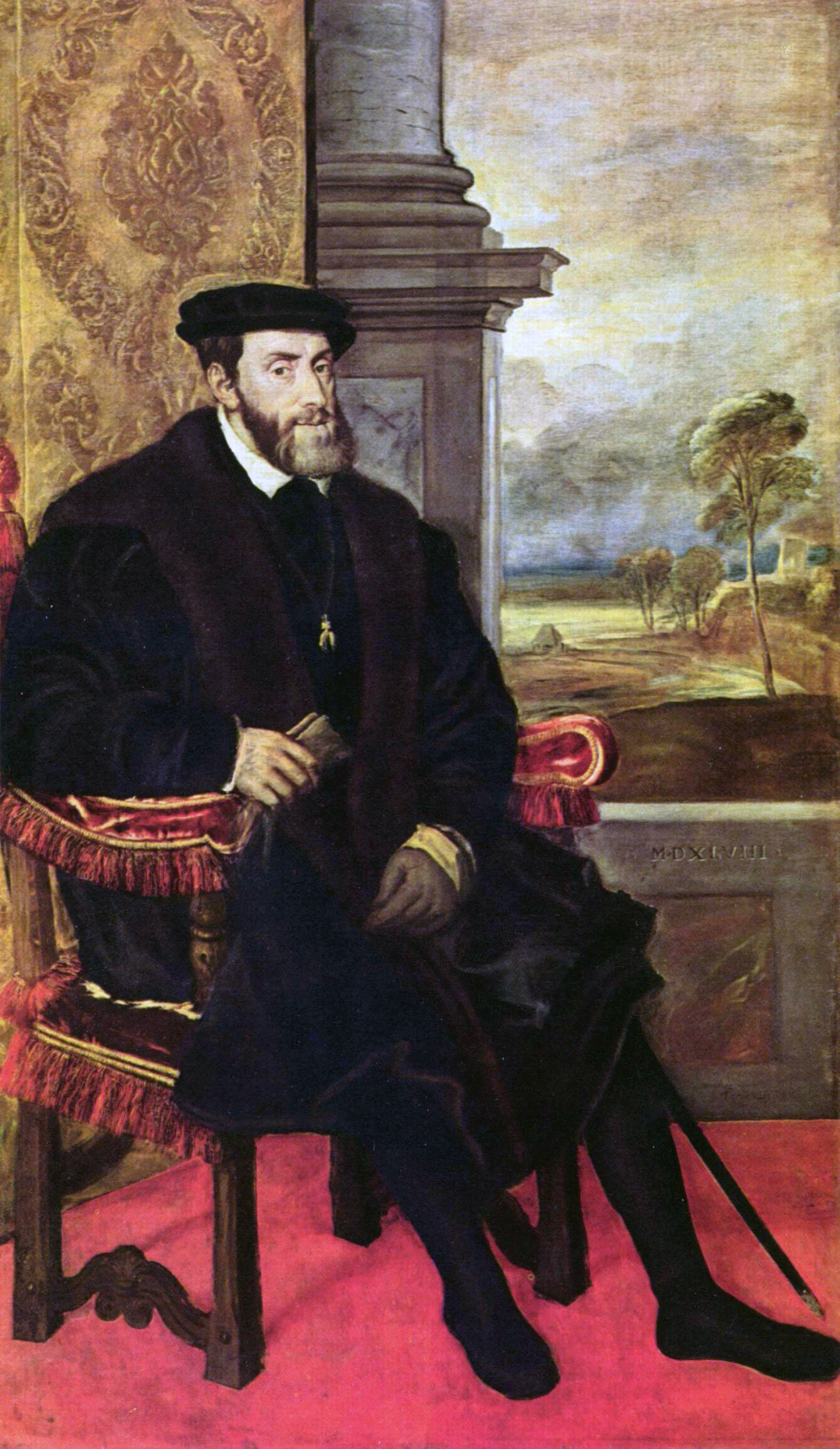
Изображение Карла V

См. также: Категория:Родившиеся в 1500 году
- 24 февраля — Карл V, король Испании, князь Нидерландов, кайзер Германии (ум. 1558).
- 17 мая — Федерико II Гонзага, герцог Мантуи (ум. 1540).
- 5 июля — Парис Бордоне, итальянский художник (ум. 1571).
- 1 августа — Иоганн Ривиус, немецкий педагог и теолог (ум. 1553).
- 3 ноября — Бенвенуто Челини, итальянский скульптор и ювелир (ум. 1571).
- Бехам, Ханс Зебальд — немецкий художник, график, гравёр эпохи ренессанса.
- Поул, Реджинальд — английский кардинал, потомок английской королевской династии Плантагенетов.
- У Чэнъэнь — китайский писатель и поэт, живший во времена династии Мин.
- Махидевран султан — наложница султана Сулеймана Великолепного

## Скончались
См. также: Категория:Умершие в 1500 году
- 29 мая — Бартоломеу Диаш, португальский мореплаватель.
- 12 сентября — Альбрехт III (Саксония), герцог Саксонии, основатель королевской саксонской линии (родился в 1443).
- 21 октября — Го-Цутимикадо (Go-Tsuchimikado), 103-й император Японии (родился в 1442).
- Жан де Фуа — граф д’Этамп и виконт Нарбонны, сын Гастона IV де Фуа, претендент на Наваррский трон в 1483—1497.
- Мигел да Паш — португальский королевский инфант (принц), сын короля Мануэла I и его первой жены Изабеллы Астурийской.
- Эдмунд Тюдор — сын короля Англии Генриха VII. Носил титул герцога Сомерсета; умер в полтора года по неизвестной причине.